# توفيق فكرت
توفيق فكرت (24 ديسمبر 1867 ـ 19 أغسطس 1915) معلم وناشر وشاعر تركي. يعتبر مؤسس المدرسة الحديثة في الشعر التركي. نشأ في مرحله تشتت الإمبراطوريه العثمانيه. تأثر توفيق فكرت الذي كان قائد مجموعه الأدبيات الجديده بكثير جدا من مثقفين عصره خاصه مصطفي كمال صاحب الأفكار الثوريه والمثالية. صاحب حصه كبيره في غربيه الأدب التركي. من أهم كتبه المطبوعة: «الربابة المكسورة» (1900 م)، «دفتر الصبي خلوق» (1911 م)، «شرمين» (1914 م).

## حياته
عائلته وتعليمه

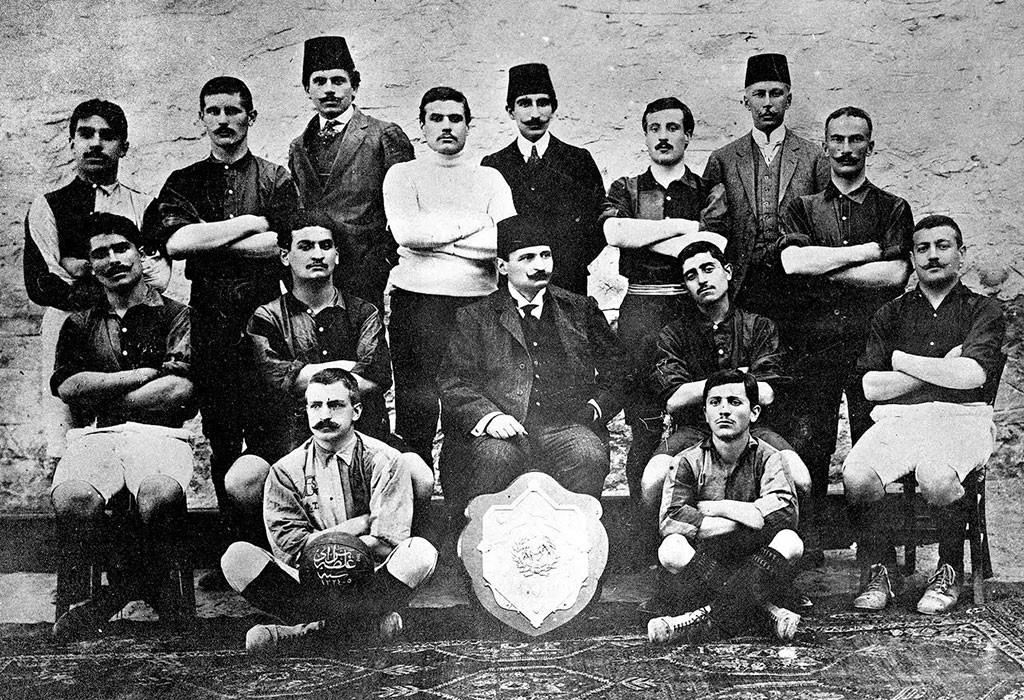
توفيق فكرت في فريق كره غلطه سراي مع لوحه بطوله عام 1910. في منتصف الصف الأوسط.

جاء إلي الدنيا في 24ديسمبر1867 في حي كديرجا في إسطنبول. أسمته عائلته بمحمد توفيق.انفصل والده حسين افندي عن قريه دلكوز المتصله بمركز بيرام اوران في مدينه جانقري. وقد استقر ابن الآغا أحمد في إسطنبول. في السنه التي انجب فيها حسين افندي إبنه كان عضوا في مجلس البلديه في إسطنبول. وأصبح موظف في السجل العقاري والمديرية العامه. ووصل في السنوات التي بعد ذلك الي لواءا في التقسيم التركي القديم في دول حماة ونابلس وعكا ومحافظة أورفة وحلب العثمانيه. بقيت والدته الحاجة خديجة رافعه هانم في حرب الاستقلال اليونانية التي كانت في عام 1822 وحيده يتيمه. لجئت للعثمانيين وأصبحت إبنه لإثنان من أولاد الروم اللذين أصبحوا مسلمين. كان لمحمد توفيق أخت تسمي صديقه. عندما توفت والدته التي ذهبت الي زياره الحج في طريق العودة في عام 1879 بسبب مرض الكوليرا تيتم محمد توفيق في عمر الثانية عشر. ومن أجل إرسال والده منفيا من قبل مجلة القصر إلي شبه الجزيرة العربية أخذته جدته وعمته الكبيره هو وأخته للاعتناء بهم. إن فقدان والدته عندما كان طفلا أثر عليه طوال حياته. والده الذي بقي 19 عام في المنفي لم يعد من المنفي وتوفي هناك أيضا.
توفيق فكرت الذي بدأ تعليمه في مدرسه المحموديه والده الرشديه التي تكون في آق سراي. نشأ في بيئه دينيه جدا. بعد أن خصصت مدرسته للمهاجرين الذين جائوا من من رومالي إلي إسطنبول بعد خسارتهم في الحرب الروسية العثمانية (1877-1878) داوم تعليمه في مدرسه غلطه سراي الثانويه. إن دخوله إلي هذه المدرسة الجديده أصبح نقطه تحول في حياته. بعد ان رأي تعليما لمده 11 عام في مدرسته أصبح تلميذا لمجموعه من المدرسين المختارين والأدباء المهمين في عصره مثل رجائي زاده محمود اكرم والمعلم ناجي والمعلم فيضي. بدأ كتابه الشعر في أعوام الثانويه. نشرت قصيدته الأولي التي كتبها بتشجيع من أساتذته في الجريده اليومية حقيقه المترجم. كانت قصيده في أسلوب الغزل وكتبت تحت اسم مستعار وهو نظمي. انهي دراسته في عام 1888 مع مرتبة الشرف. إذا نظر إلي موضوع معني التعلم بطريقه اخري فقد اسست مدرسه توفيق الثانويه في عام 1964 بهدف إبقاء افكاره علي قيد الحياه. وتكون مدرسته الثانويه هي المدرسة الوحيده التي أخذت التكافؤا في إعطاء اللغة الفرنسيه في هذا الوقت من مدرسه غلطه سراي الثانويه التي تخرج منها توفيق فكرت في تركيا. وذلك لأن المدرستان تحملان خصائص وممتلكات المدرسة الفرانكفونيه وغير مخالفتان للرأي العام للمدارس الفرنسيه.

## حياه الخدمة المدنيه
استقال محمد توفيق الذي بدأ عمله في السنه التي تخرج فيها ككاتب في غرفه مشاوره وزاره الخارجيه بعد فتره قصيره من وزاره التربية والتعليم التي كان متصلا بها قبل سنه واحده. أوصلته الخبرة في العمل بما يكفي للتفكير بأن العمل سيحطم خياله. وخلال استقالته رفض ان تدفع له الأجور المتأخره علي أساس أنها لا تستحق الدفع. جلب له هذا الحدث صدقه وصراحته كأسطوره.وعندما دفعت له هذه الأموال مجددا بشكل جماعي من قبل وزاره الخزينة تبرع بكل هذه الأموال إلي لجنه المهاجرين. وبعد أن عمل فتره قصيره في «صداره قلم مكتوب» بدأ عمله مره أخرى كمعاون في غرفه الاستشارة في أغسطس 1889. ومن جانب اخر كان يعطي الدروس الفرنسيه والتركيه أيضا في مدرسه التجارة العليا.

## مجلة المرصاد
بعد فتره قصيره تزوج من نظيمه هانم التي كانت في الخامسه عشر من عمرها إبنه خاله مصطفي الذي كان والي ترابزون في عام 1890 واستقر في منزل خاله. إن فكرت الذي ظل فتره صامتا في موضوع الشعر أفسد صمته ناشرا شعره «بهار» في مجلة المرصاد إخراج إسماعيل صفا وفي نفس السنه نشر ثمانيه عشر قصيده أخرى في المرصاد. وازدادت شهرته في المسابقتين التي افتتحتهما المجلة عندما أخذت إحداهما المستوي الأول.

## التدريس في مكتب السلطان
بدأت فتره جديده في حياته بتعيينه في مكتب السلطان الذي أحبه كثيرا فائزا في امتحان تدريس اللغة الغثمانيه في عام 1892. في المدرسة التي بدأ العمل فيها كمدرس لغه تركيه للصف الثالث الابتدائي أكمل عمله كمدرس أدب بسبب وفاه المعلم ناجي. إنفصل من المدرسة ردا علي قيام الحكومة بتخفيضات في الميزانية وخفض راتب الموظفين عشره بالمائه في عام 1895 وذهب الي العزلة.

## مجلة المعلومات
مع غلق مجلة المرصاد أخذ توفيق فكرت فتره راحه مجدادا من نشر الشعر. وأثناء عمله في مهنه التدريس اعتبارا من 1894 تولي منصب رئيس كتاب مجلة المعلومات الجديده التي سيصدروها بإصرار من أصدقائه حسين قاظم وعلي أكرم. نشرت خمسه وعشرون قصيده حتي غلق المجلة في مارس 1895. هؤلاء كانوا قصائد علي التراث الغربي مقارنه بقصائده واشعاره القديمه. وفي هذه الأعوام كان الشاعر في خط مرتبط بالسلطان. وفي العدد الأول لمجلته نشر قصيدته «تبريك الولادة» الذي مدحها السلطان عبد الحميد.

## مجلة ثروه الفنون
في عام 1895 عرًف رجاء «زاده أكرم» فكرت بإحمد إحسان صاحب ثروه الفنون التي تعد مجلة علميه وأقنعهم علي جعل المجلة مجلة أدبيه. أصبحت المجلة أدبيه اعتبارا من العدد 256 مع بدايه إدارت توفيق فكرت. أصبح الشاعر أبا مع ولاده إبنه «هالوق» في شهر يونيه عام 1895. في هذه الأثناء كان يعيش أكثر العصور كفائه في حياه الفن. بدأ نشر أشعاره كتوفيق فكرت بدلا من محمد فكرت.
تجمع مجموعه مبتكره من المثقفين حول المجلة التي كان يديرها وأعطي اسم هذه المجلة إلي مجتمع الفن. أول من بدأ بالعمل بمبدأ تحقيق التقدم في الفن في كل من المحتوي والشكل وبالرغم من حركه المجتمع المعروفه بكلامها الزائد عن الحاجة والتشائم نشرت الأدبيات الجديده. وفي هذه المدرسة طالما كان توفيق فكرت يجد أسماء مثل «خالد ضياء وجناب شهاب الدين وإسماعيل صفا ومحمد رؤف وسامى باشا زاده سزاى وحسين جاهد يالتشين وأحمد شعيب وحسين سيرت». وكان يبدو هذا المجتمع الذي أنشأ بعيدا عن العمل السياسي. ومع الوقت ازداد البعد الاجتماعي الذي كان في أشعار فكرت وخرجت القومية إلي الواجهة. كتب أشعار النصر والبطولة متأثرا من فوز الأتراك فوزا كبيرا في الحرب العثمانية اليونانية (1897). وتحدي العالم في شعره الذي كان تحت عنوان «إلي الغزاه القدام في المدينة الجديده» أكدنيز" ".
بدأ توفيق فكرت في إعطاء الدروس التركيه في مدرسه روبرت الثانويه في نهايه عام 1896 وظل في هذه المهنة حتي وفاته. وكان يعطي كل وقته الذي يتبقي خارج المدرسة إلي المجلة. وفي هذه الأيام تسبب الشعر الذي ألقاه في منزل صديقه إسماعيل صفا ضد السلطان عبد الحميد في اعتقاله. وأطلق صراحه بعد عده أيام من اعتقاله عندما بحثوا في منزله ولم يجدوا كلمات الشعر الذي ألقاه. وقبل مرور فتره طويله أعتقل في كليه روبرت اخذين حجه ذهابه مع زوجته سوياإلي تشاي. وعمقت هذه الأحداث في توفيق فكرت تفكيره في العزلة. وانضم أصدقائه «حسين جاهد ومحمد رؤوف وحسين كاظم قدري ومحمد إسعاد إيشيق» أيضا إلي أفكاره. وفكروا في الذهاب معا إلي نيوزيلندا وعدما لم يتحقق هذا فكروا في الإستقرار في مزرعه حسين كاظم التي توجد في مانيسا ولكن عندما تراجع توفيق فكرت تراجع أصدقائه أيضا. نشر توفيق فكرت كتاب «العود المكسور» الذي يعد أول كتاب له والذي قابل اهتماما كبيرا في عام 1900 وانفصل في العام الذي بعده من التجمع بسبب خلافه مع أحمد إحسان في إداره المجلة. وأصبح مشغول فقط بالتدريس في كليه روبرت. وبناءا علي طلبه تولي حسين جاهد إداره مجلة ثروه الفنون. وبعد عده شهور أغلقت مجلة ثروه الفنون من طرف حسين جاهد بسبب ترجمه علي الثورة الفرنسية.

## آشيان
إن إغلاق مجلة ثروه الفنون والتشاؤم الذي سمعه توفيق فكرت من إداره المطبوعات وإرسال أصدقاءه «حسين سرت» وإسماعيل صفا إلي المنفي وفقدانه لإخته «صدقيه» عام 1902 ونفي والده إلي العراق وفقدانه في عام 1905وتر توفيق فكرت كثيرا. إتهم إسطنبول بعدم الأخلاق وكتب شعره المشهور باللعنة في يوم تحت مسمع إسطنبول عام 1902.
إن الشاعر الذي كان في محنه بدأ في بناء بيت بخطه وضعها بيده في رومللي حصار علي سفح تل «روبارت كولاج» بالأموال التي أخذها من بيعه للقصر الذي يوجد في مدينه «قادرجه» من أجل تحقيق فكرته في العزلة. اتم بناء بيت ذو ثلاثه طوابق خشبيه عام 1905. إستقر في هذا البيت الذي أصبح في يومنا هذا «متحف أشيان» مع زوجته وإبنه. استطاع وضع مسافه بينه وبين المجتمع وقدر علي مداومه عمله وشاهد تقدم بلده من بعيد ولكي يستطيع ترك أثر له كتب أعطي لهذا المكان اسم عش أشيان. أوصي بدفنه في حديقة منزله.
بدأ مفهوم الملة والدين والتاريخ والبطولة يصبح بلا معني بالنسبة لتوفيق فكرت. كتب قصيده «التاريخ القديم» ضد الدين والتاريخ وكتب عن أسفه للأرمن لفشل العملية التي نظمت لاغتيال عبد الحميد الثاني في شعره «لمح البصر» عام 1905. ولكنه لم يقوم بنشر أي شعر أخر حتي إعلان المشروطيات الثانية. تقدم نحوالأدب لموقف الحركة الأدبيه الجديده بسبب التفكير بإستمرار في الأدب الذي تجاوز حد انطواء.

## المشروطيات الثانية
أمن إعلان المشروطيات خروج توفيق فكرت من عزلته. كتب النشيد الوطني تحت عنوان «أغنية الوطن» قبل إعلان المشروطيات بثلاثه عشر يوما عند طلب إداره جمعية الاتحاد والترقي التي يكون مقرها في سلانيك. كان المبشر بالثورة التي كانت تنقل هذا النشيد من يد إلي يد. وبعد إعلان المشروطيات بينما كان يكتب شعره المسمي «الرجوع» إسترد اللعنات التي القاها إلي إسطنبول.
عمل بكل جهده وقوته مخرجا جريده باسم «الإله» مع حسين جاهد وحسين كاظم. ونشر في الصفحة الأولي قصديتي «اللجوء والضباب» مع بعض التأنينات. وفصل التأنين من الجريده عندما أرادت جمعيه الاتحاد والترقي تشره.

## الإدارة في مكتب السلطان
إن توفيق فكرت الذي رفض الكفالة التي تدفع له من قبل وزاره التربية والتعليم قبل إداره مكتب السلطان بدعوه من عبد الرحمن شرف اللي أحضر له هذه الوظيفة وعاد إلي العمل كمديرا في بدايه عام 1909 في المدرسة التي استقال منها عام 1895. إنتقل إلي مدينه «ملك الملوك» بسبب الحريق الذي حدث في مبني المدرسة التي تقع في مدينه بايوغلو. أتم توفيق فكرت إنشاء البناء القديم من جديد في فتره قصيره. أدت الابتكارات الجديده التي أدخلها في المدرسة إلي الشكوي. وقد أدي تحويله قاعد الاجتماعات إلي مسجد إلي انتقادات كبيره من الصحافة. عندما تلقي توفيق فكرت خبر حادثه 31 مارس وعندما تلقي خبر هدم مدرسه المتمردين وقف أمام المدرسة قائلا«لهدم المدرسة السلطانية يجب هدمي أنا أولا» ووفقا لإشاعه قيل أنه ربط نفسه في باب المدرسة الحديدي. وبعد الانتفاضة أعاده طلابه عن قرار طلب الاستقال الذي كان علي حافه المجئ قائلا أنه لايستطيع أن يعمل من أجل حكومه لاتعد مشروعه. ومع ذلك وقع بعد فتره من الزمن في خلاف مع الناظر «أمر الله أفندي» الذي أتي مكان ناظر المعارف وترك وظيفته بشكل قاطع عام 1910 ولم يعيده رجاء «أمر الله بك» شخصيا عن قراره.

## عزله
كان توفيق فكرت يعطي دروس الأدب أيضا في دار الفنون أثناء عمله كمدير في مكتب السلطان. وفي عام 1910 انفصل من جديد من هذه الوظيفة أيضا وانسحب إلي العزلة في أشيان وداوم فقط علي الدروس التي يعطيها في كليه روبرت. وصل توفيق فكرت إلي خيبه الأمل من إداره الدستور. وأصبح مخالفا إلي إداره جمعيه الاتحاد والتراقي. وكان يري في «كتاب هالوك» الذي نشره عام 1911 انه الأمل الوحيد لمعالجه الشباب وأعطي لهم مكانا في أشعاره ناصحهم بالاجتهاد وحب الوطن. وتوجد لديه أشعار تتحدث مواضيعها عن معاناه الناس التي وضعها في كتابه الثاني المسمي «جواب الربابي» الذي نشره في نفس العام.

## فكرت وإبنه هالوق
واعتبارا من ولاده إبنه هالوك رغب توفيق فكرت في تربيته كبطل سيضيئ دولته في تقدمه بالعلم وفي عام 1909 أرسل إبنه الذي كان في عمر الرابعه عشر إلى مدينة غلاسكو في اسكتلندا لتلقي التدريب وعلم الهندسة الكهربائيه. وأعرب عن رغبته في أن يكون إبنه مفيدا للوطن والشعب واحدا واحدا في أشعاره التي تحت عنوان «وداع هالوك» و«وعد».غير هالوك دينه بتأثير من العائلة المسيحية التي تربي بجانبها وأختار المسيحية وقاده هذا الأمر إلي حياه مختلفه جدا عن حلم والده. وفي عام 1913 ذهب إلي أمريكا وجعل أسرته تفقد أثره. وفي عام 1916 تخرج من كليه الهندسة الميكانيكيه في جامعه «ميكيجان». وهب هالوق فكرت الذي عاد إلي وطنه مجددا نفسه إلي دينه عام 1943 وأصبح راهبا. وفي عام 1965 فقد حياته بينما كان راهبا في كنيسه «أورلاندو وبارك بحيرة المشيخية».

## أعوامه الأخيره
أفاد الشاعر في شعره الذي يحمل اسم «إلي الخامسه والتسعين» عن غضبه ضد حل المجلس بسبب الحرب العثمانية الإيطالية عام 1912. نشر هذا الشعر في جريده الوظيفة التي أخرجها نزهت ثابت. وجعل غلق المجلس في شعره يشبه غلق مجلس السلطان عبد الحميد الثاني الذي حدث قبل 36 عاما في عام 1295 هجريا. لم يكن السلطان فقط فقد كانت انتقادات جمعية الاتحاد والترقي تجري بشكل قاسي للغايه. داوم الشاعر علي انتقاداته معربا عن فساد عصره في شعره المسمي «خان المسروقات» و«في حضور الشريف سنجاق» لقبولهم الدخول في الحرب العالمية الأولى بقرار خاطئ.
أغضب شعر توفيق فكرت حكام عصره وأصبح ذلك سبب في وصول الشاعر إلي الخضوع إلي انتقادات عديده من البيئات المحافظة. وأصبح ذلك التأثير السلبي سببا كبيرا في انهيار حالته النفسيه وإفساد صحته. وقد أجاب في شعره المشهور المسمي «زيل إلي التاريخ القديم» التي صاغها في عام 1914 لإتهام محمد عاكف آرصوي في رئاسه السليمانيه التي شكلها بنفسه. فتح مدرسه حديثه. كان لديه خطه لفتح مدرسه  ومجلة أدبيه جديده ولكنه لم يستطع ان يحقق ذلك بسبب تدهور حالته الصحيه. واصبح مشغولا في نهايه أعوامه بكتابه أشعار الأطفال. جمع أشعاره التي كتبها بلغه واضحه وبوزن العروض في كتاب يسمي «شارمن» الذي نشر عام 1914. أعطي الإلهام إلي كتابه طلاب المدرسة المسماة«العش» التي أنشأتها إبنه أخته صديقه التي توفت في عمر الشباب وأستاذها مصطفي ساعاتي بك. فقد حياته في أشيان بعد جراحه قام بها في 19 أغسطس 1915.

## علاقته مع نادي غلطه سراي الرياضي
تصرف توفيق فكرت بطريقه النادي الوقائيه كونه رئيس حماه نادي غلطه سراي الرياضي في الأعوام مابين 1908-1909 وفعل كل ما بوسعه من أجل الا يتأثر بظروف هذه الفترة.

## قبره
برغم من وصيه توفيق فكرت إلي والده بالتبني مصطفي أفندي بدفنه في حديقة منزله في أشيان دفن في مقبره العائلة في أيوب بسبب الشكوك والمخاوف حول موضوع الإستيلاء علي بيت أشيان من بعده .نقل قبره إلي منزله في 24 ديسمبر 1961 الذي أصبح متحفا في عام 1945.

## بعد موته

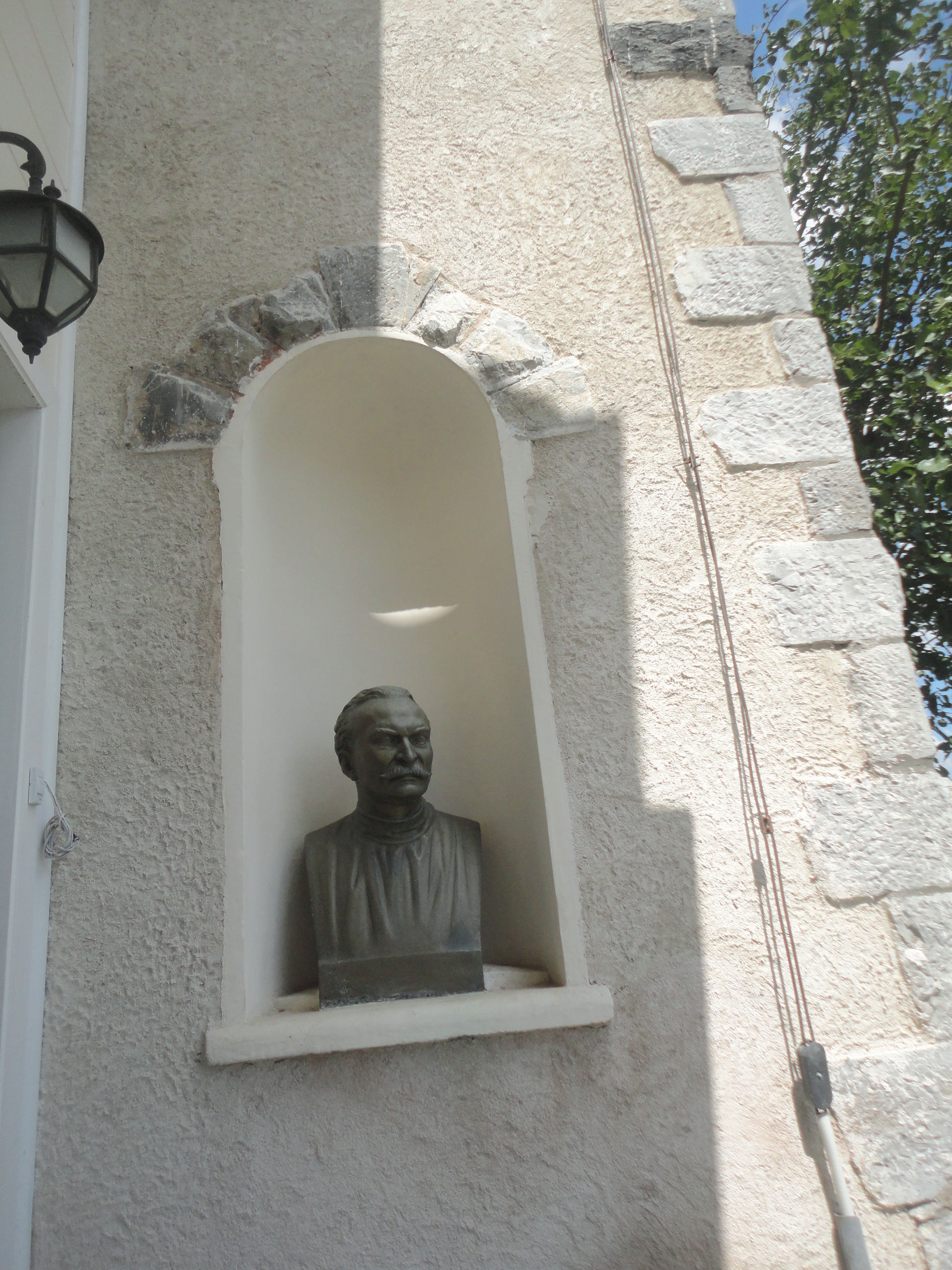
تمثال نصفي للشاعر التركي توفيق فكرت في متحف آشيان (Aşiyan Müzesi) في إسطنبول

إن مهري مشفق هانم التي أتت إلي أشيان كثيرا في أخر اسابيع في حيات الشاعر وأقامت صداقه وثيقه مع الشاعر والتي قامت بإعداد صور له وبعد وفاته مباشره أخذ القالب وجه توفيق فكرت ويده اليمني. هذا هو عمل القناع الأول المعد علميا في تركيا.
ويوجد قبر تذكاري في حديقة مدرسة غلطه سراي الثانوية الذي فعل من أجل ذكراه في عام 1920. وقد تم استدعاء الشاعر في المنزل الذي تقام فيه مناسبات الموت اعتبارا من السنه الأولي لموته بالتقاليد التي بدأها رضا توفيق. وشارك أيضا بطل الانافارتا مصطفى كمال أتاتورك في الاحتفال الذي كان في عام 1918.

## كتب مميزة عنه
كتاب الكاتب حفظي طوبوز المسمي «بالتأكيد سيكون الصباح» الذي يشرح حيات توفيق فكرت والفترة التي عاش فيها.

## شخصيته الأدبية
“ أليس لتوفيق فكرت تاريخ قديم، إنه هو مصدر كل الثورات التي يجب القيام بها في العالم. -مصطفى كمال أتاتورك.
استخدم توفيق فكرت وزن العروض في أثاره التي صاغها في شكل قصه منظومه بنجاح وقربها إلي اللغة المحكيه. ألف كتاب شارمن الذي يعد أول كتاب للأطفال في الأدب التركي. إن توفيق فكرت الذي استمر في مهنه التدريس إلي اخر عمره شغل منصب مدير في مكتب السلطان لمده عام ونصف اعتبارا من يناير 1909 وأشتهر بكونه المدير الاسطوري للمدرسه. إنفصلت حيات توفيق فكرت الأدبيه بعد 1896 و1896 -1880 إلي قسمين. إعتمد في الفترة الأولي علي فهم الفن من أجل الفن في أشعاره التي كتبها متأثرا بكتاب «برناسزم» وإعتمد في الفترة الثانية علي فهم الفن من أجل المجتمع. تناول في أشعاره مواضيع مثل الحضارة والحرية. استخدم في أشعاره نظم سونيته وترزا ريما بشكل مكثف. كانت لغته كثيفه بسبب الكلمات والعبارات الأجنبيه التي استخدمها في الفترة الأولي. كتب كل أشعاره بوزن العروض ماعدا «شرمين» التي تتألف من قصائد للأطفال. قرب لغته الشعرية إلي نص عادي بالتغييرات التي فعلها في أشكال النظم والشعر.

## آثاره
- العود المكسور (الريد المكسور) (1900).
- التاريخ القديم (1905).
- مفكره هالوك (1911).
- جواب روبابين (1911).
- شرمين (1914).
- الطفل المريض .
- الصوت .
- أغنية الأمه .
- إلي الخامسه والتسعون مباشره .
- خان المسروقات .
- الصيادين .
- طفوله هالوك .
- جواب الرباب .
- داخل الماء.

## روابط خارجية
- توفيق فكرت على موقع الموسوعة البريطانية (الإنجليزية)
- توفيق فكرت على موقع ميوزك برينز (الإنجليزية)
- توفيق فكرت على موقع ديسكوغز (الإنجليزية)